# Flexibilitet

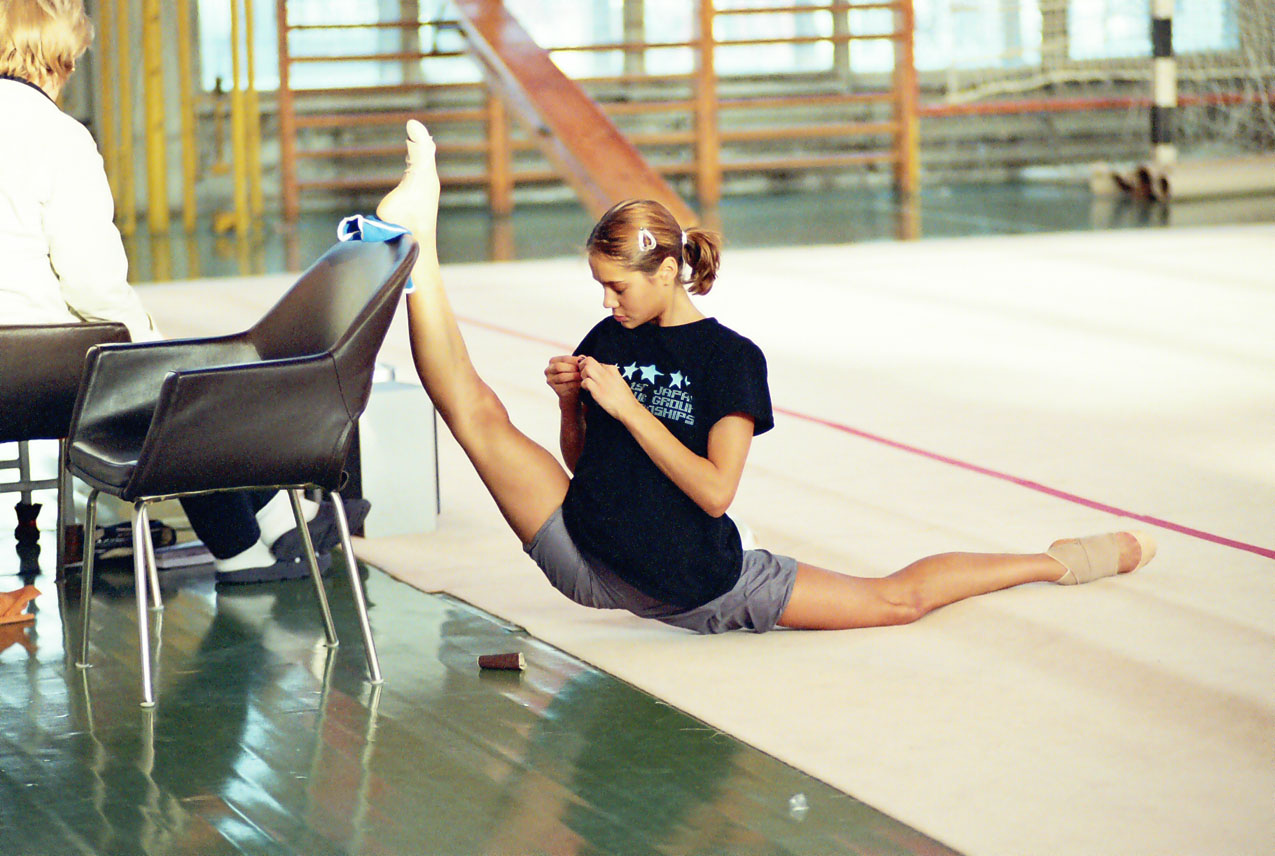
En gymnast stretchar för att förbättra flexibiliteten

Flexibilitet är en allmänt använd term för hur mycket ett material kan böjas eller tänjas. Det används även för att beskriva hur en person eller ett verktyg kan anpassas till att utföra olika arbeten eller funktioner.